# SS-Obersturmführer

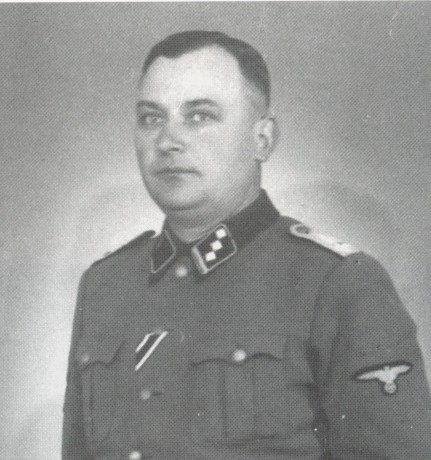
Richard Thomalla (1903–1945) som Obersturmführer.

SS-Obersturmführer var en grad inom det paramilitära SS. SS-Obersturmführer motsvarade samtida Oberleutnant (svenska: löjtnant) inom Wehrmacht.

## SS-Obersturmführer i urval
- August Becker
- Hermann Bunjes
- Irmfried Eberl
- Kurt Gerstein
- Søren Kam
- Karl Rahm
- Johann Schwarzhuber
- Anton Thernes
- Josef Oberhauser
- Hermann Worthoff

## Gradbeteckningar för Obersturmführer i Waffen-SS

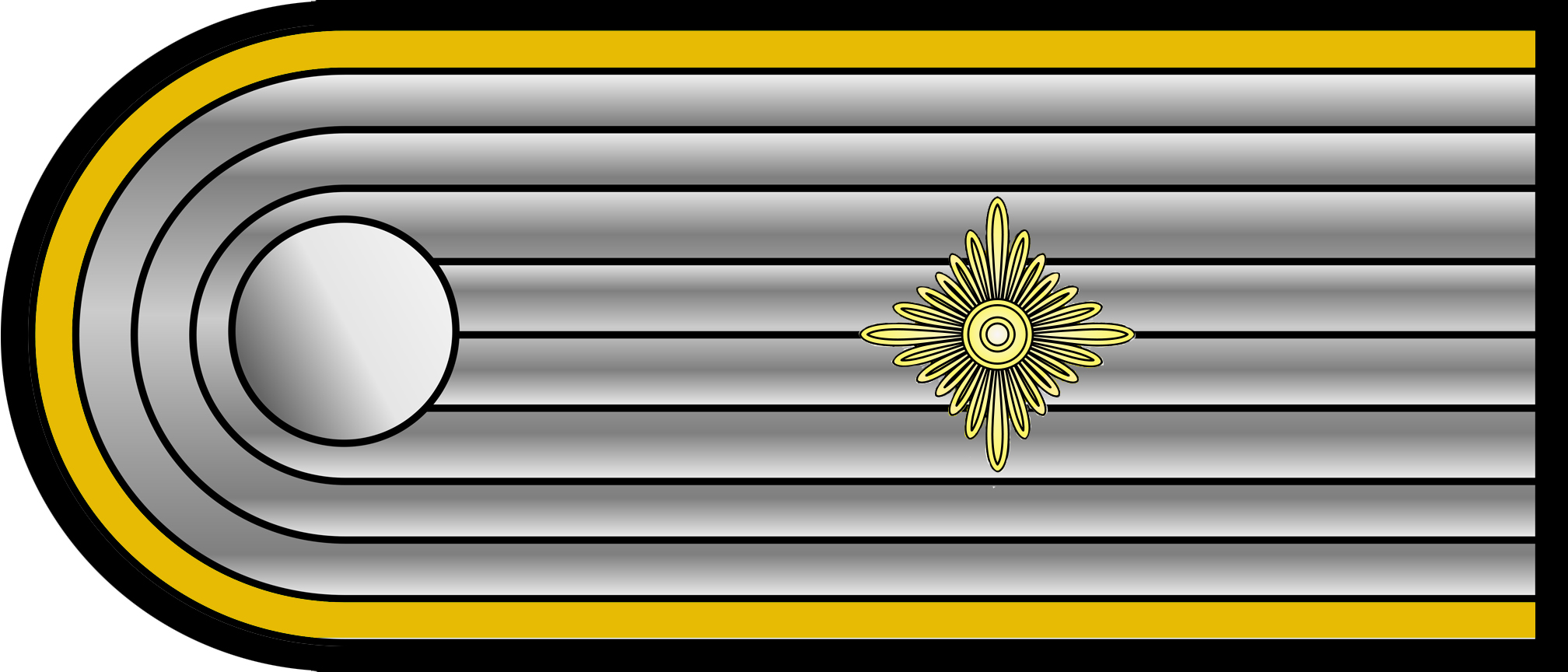
Axelklaff
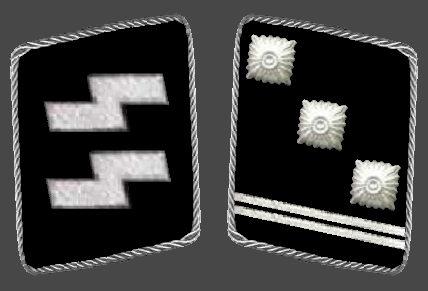
Kragspeglar
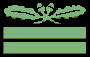
Kamouflage
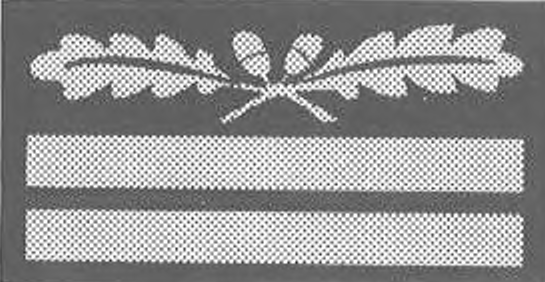
Kamouflage